# Ironus americanus
Ironus americanus är en rundmaskart som beskrevs av Nathan Augustus Cobb 1914. Ironus americanus ingår i släktet Ironus och familjen Ironidae. Inga underarter finns listade i Catalogue of Life.